# Resublimacja

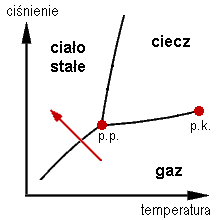
Wykres fazowy z oznaczonym zakresem resublimacji (czerwona strzałka); p.p. – punkt potrójny; p.k. – punkt krytyczny

Resublimacja, desublimacja – przemiana fazowa polegająca na bezpośrednim przechodzeniu substancji z fazy gazowej (pary) w fazę stałą z pominięciem stanu ciekłego. Resublimacja jest procesem odwrotnym do sublimacji. W wyniku resublimacji wody (pary wodnej) powstaje szron i śnieg. Resublimacja, w połączeniu z sublimacją lub parowaniem, jest wykorzystywana do oczyszczania lub rozdzielania substancji i otrzymywania ich w postaci krystalicznej (jest to metoda oczyszczania jodu).

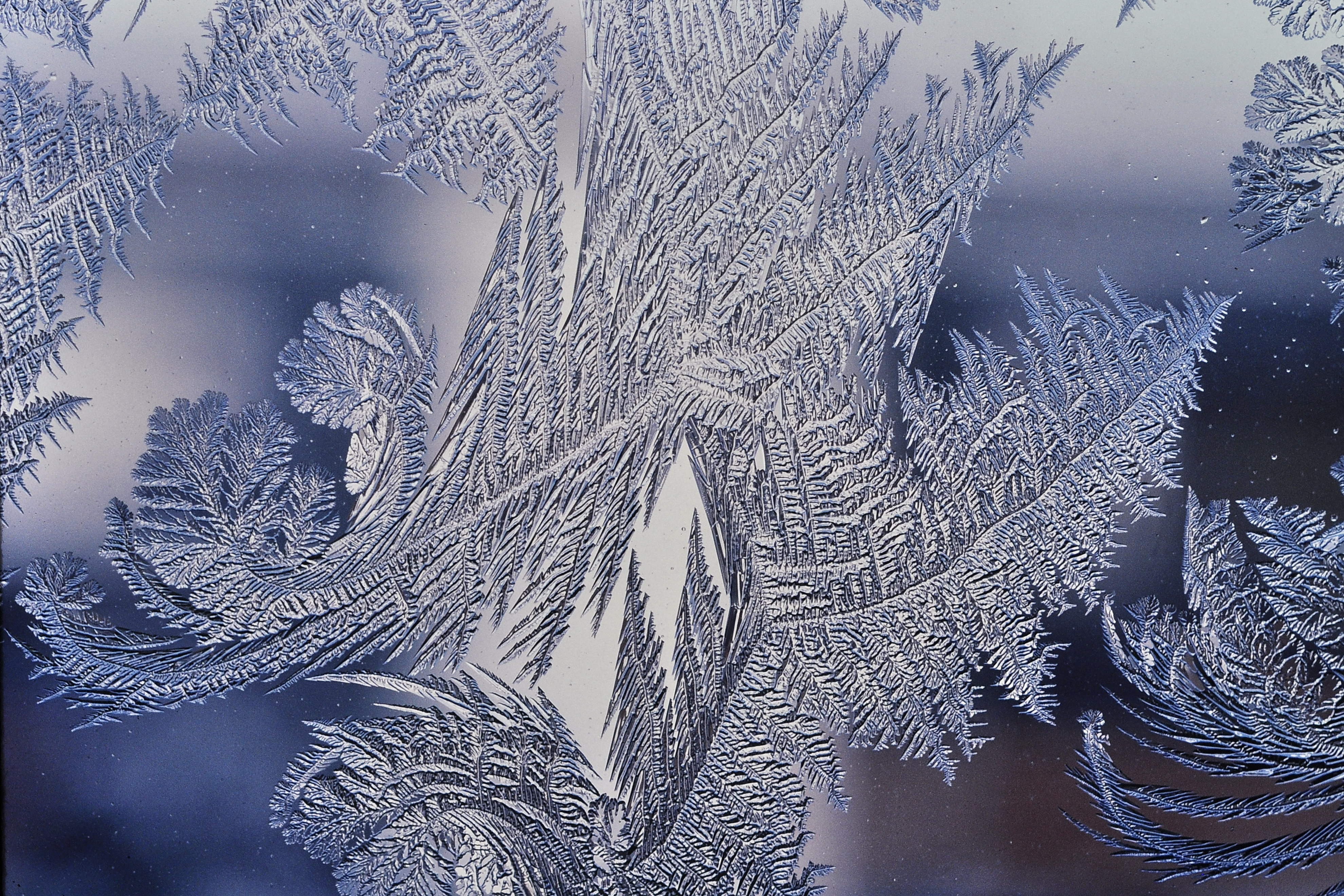
Para po resublimacji na szkle, czyli szron
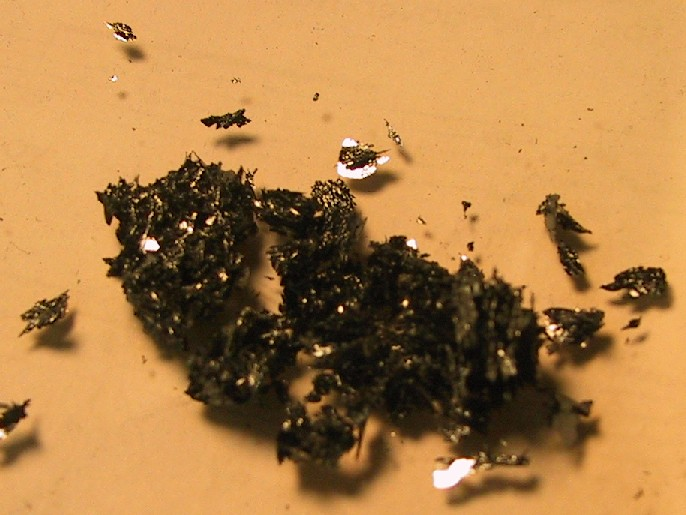
Zresublimowany jod